# Sainte-Sève
Sainte-Sève je francouzská obec v departementu Finistère v regionu Bretaň. V roce 2011 zde žilo 874 obyvatel.

## Sousední obce
Pleyber-Christ, Saint-Martin-des-Champs, Saint-Thégonnec, Taulé

## Vývoj počtu obyvatel
Počet obyvatel 